# 1612
Il 1612 (MDCXII in numeri romani) è un anno bisestile del XVII secolo.

## Eventi
- 31 gennaio: da questa data prende ufficialmente avvio la storia dell'Archivio segreto vaticano istituito da papa Paolo V.
- Il viceré don Pedro Fernández de Castro, conte di Lemos decide di trasferire nell'edificio incompiuto dell'attuale Museo archeologico nazionale di Napoli, l'Università di Napoli ("Palazzo dei Regi Studi"), già a S. Domenico Maggiore. I lavori di ristrutturazione sono affidati a Giulio Cesare Fontana.
- 27 dicembre: Nettuno viene osservato per la prima volta da Galileo Galilei.
- Viene pubblicata la prima edizione del Vocabolario degli Accademici della Crusca.

## Nati

### Gennaio
- 5 gennaio - Giovanni Stefano Danedi, pittore italiano († 1690)
- 12 gennaio - Thomas Fairfax, III lord Fairfax di Cameron, generale inglese († 1671)
- 21 gennaio - Enrico Casimiro I di Nassau-Dietz, conte († 1640)

### Febbraio
- 5 febbraio - Antoine Arnauld, teologo, filosofo e matematico francese († 1694)
- 7 febbraio - Thomas Killigrew, drammaturgo e impresario teatrale britannico († 1683)
- 9 febbraio - Pier Francesco Mola, pittore svizzero († 1666)
- 10 febbraio - Johannes von Goes, cardinale e vescovo cattolico austriaco († 1696)
- 15 febbraio - Paul Chomedey de Maisonneuve, militare francese († 1676)
- 21 febbraio - Lorenzo Imperiali, cardinale italiano († 1673)
- 22 febbraio - George Digby, II conte di Bristol, nobile, politico e diplomatico inglese († 1677)

### Marzo
- 1º marzo - Orazio Capuana Yaluna, poeta italiano († 1691)
- 20 marzo - Anne Bradstreet, poetessa statunitense († 1672)
- 24 marzo - Giovanna Dorotea di Anhalt-Dessau, nobile († 1695)
- 31 marzo - Gioacchino Ernesto di Oettingen-Oettingen, nobile tedesco († 1658)

### Aprile
- 6 aprile - James Stewart, I duca di Richmond, nobile e politico inglese († 1655)
- 10 aprile - Lorenzo Brancati, cardinale e teologo italiano († 1693)
- 16 aprile - Abraham Calovius, teologo e filosofo polacco († 1686)
- 28 aprile - Odoardo I Farnese, duca († 1646)

### Maggio
- 6 maggio - Francesco Giuseppe Bressani, gesuita, missionario e geografo italiano († 1672)
- 13 maggio - Giulio Spinola, cardinale e arcivescovo cattolico italiano († 1691)
- 17 maggio - Jan Meyssens, pittore, incisore e editore fiammingo († 1670)
- 20 maggio - Bonifacio Agliardi, vescovo cattolico italiano († 1667)
- 25 maggio - Giovanni Alberto Vasa, cardinale e vescovo cattolico polacco († 1634)
- 31 maggio - Margherita de' Medici, duchessa († 1679)

### Giugno
- 6 giugno - Agostino Oldoini, gesuita, storico e bibliografo italiano († 1683)
- 7 giugno - Giovambattista Falvo, vescovo cattolico italiano († 1675)
- 23 giugno - Iulius Georgius Schottelius, scrittore tedesco († 1676)
- 23 giugno - André Tacquet, matematico belga († 1660)

### Luglio
- 9 luglio - Francesco Fracanzano, pittore italiano († 1656)
- 27 luglio - Murad IV, sultano ottomano († 1640)

### Agosto
- 2 agosto - Saskia van Uylenburgh,  olandese († 1642)
- 17 agosto - Jeremi Michał Wiśniowiecki, generale polacco († 1651)
- 25 agosto - Filippo Maria Bonini, presbitero, scrittore e storico italiano († 1677)
- 28 agosto - Giovan Battista Bolognini, pittore e incisore italiano († 1688)

### Settembre
- 1º settembre - Nicolas Chorier, avvocato, scrittore e storico francese († 1692)

### Ottobre
- 6 ottobre - Ludovico Marracci, presbitero, traduttore e orientalista italiano († 1700)
- 6 ottobre - Claudia Francesca di Lorena, nobile francese († 1648)
- 13 ottobre - Giacinto Platania, pittore, decoratore e ingegnere italiano († 1691)
- 15 ottobre - Anton Deusing, medico, matematico e astronomo tedesco († 1666)
- 19 ottobre - Nicolas Chaperon, pittore e incisore francese († 1656)
- 25 ottobre - James Graham, I marchese di Montrose, nobile e ufficiale scozzese († 1650)
- 27 ottobre - Maddalena Sibilla di Brandeburgo-Bayreuth († 1687)

### Novembre
- 7 novembre - Michał Boym, missionario polacco († 1659)
- 11 novembre - Jean Garnier, gesuita, filologo e storico francese († 1681)
- 11 novembre - Augusto Filippo di Schleswig-Holstein-Sonderburg-Beck, nobile danese († 1675)
- 17 novembre - Dorgon, generale cinese († 1650)
- 17 novembre - Pierre Mignard, pittore francese († 1695)

### Dicembre
- 2 dicembre - David Ryckaert III, pittore fiammingo († 1661)
- 5 dicembre - Giacomo Franzoni, cardinale e vescovo cattolico italiano († 1697)
- 12 dicembre - Janusz Radziwiłł, sovrano lituano († 1655)

### Senza giorno specificato
- Gaudenzio da Brescia, teologo italiano († 1672)
- Matteo di San Giuseppe, botanico, medico e linguista italiano († 1691)
- Michel Anguier, scultore francese († 1686)
- Asai Ryōi, scrittore giapponese († 1691)
- Leonhard Baldner, naturalista tedesco († 1694)
- Şehzade Bayezid, principe ottomano († 1635)
- Luigi Bernini, architetto, ingegnere e scultore italiano († 1681)
- Baldassarre Bianchi, pittore italiano († 1679)
- John Bond, giurista e religioso inglese († 1676)
- Carlo Bonelli, cardinale e arcivescovo cattolico italiano († 1676)
- Luigi di Borbone-Vendôme, cardinale francese († 1669)
- Abraham Bosschaert, pittore olandese († 1643)
- Simone Cantarini, pittore italiano († 1648)
- Anne Cecil, nobildonna inglese († 1637)
- Louis-Théandre Chartier de Lotbinière, funzionario francese († 1680)
- David Cohen Nassi, mercante e esploratore olandese
- Vincenzo Costaguti, cardinale italiano († 1660)
- Richard Crashaw, poeta inglese († 1649)
- Benjamin Gerritsz. Cuyp, pittore olandese († 1652)
- Giuseppe D'Alesi, condottiero e rivoluzionario italiano († 1647)
- Wolfgang Ebner, compositore e organista tedesco († 1665)
- Louis Ferdinand Elle il vecchio, pittore francese († 1689)
- William Gascoigne, astronomo inglese († 1644)
- Giovanna Gonzaga, nobile italiana († 1688)
- Louis Le Vau, architetto francese († 1670)
- Francesco Maria Maggio, presbitero, orientalista e missionario italiano († 1686)
- Domenico Marolì, pittore italiano († 1676)
- Bernardino Mei, pittore e incisore italiano († 1676)
- Pieter Nason, pittore olandese
- Giulio Maria Odescalchi, vescovo cattolico italiano († 1666)
- Gillis Peeters il Vecchio, pittore e incisore fiammingo († 1653)
- Raffaele Soprani, storico, pittore e politico italiano († 1672)
- Harmen Steenwijck, pittore olandese († 1656)
- Peter Stuyvesant, politico e mercante olandese († 1672)
- Pietro Testa, pittore italiano († 1650)
- Giuseppe Salinguerra Torelli, nobile italiano († 1652)
- Frans Wouters, pittore fiammingo († 1659)
- Wu Sangui, generale cinese († 1678)
- Giovanni van Houbraken, pittore fiammingo († 1676)

## Morti

### Gennaio
- 1º gennaio - Antonio Archilei, cantante, compositore e liutista italiano (n. 1542)
- 4 gennaio - Hendrik Laurenszoon Spiegel, umanista olandese (n. 1549)
- 12 gennaio - Charles III de Croÿ, nobile e militare belga (n. 1560)
- 13 gennaio - Jane Dormer, nobildonna inglese (n. 1538)
- 20 gennaio - Rodolfo II d'Asburgo, imperatore (n. 1552)
- 28 gennaio - Silvestro Aldobrandini, cardinale italiano (n. 1587)

### Febbraio
- 1º febbraio - Conor O'Devany, vescovo cattolico irlandese (n. 1533)
- 4 febbraio - Giuseppe da Leonessa, presbitero e santo italiano (n. 1556)
- 11 febbraio - Antonio Persio, filosofo italiano (n. 1543)
- 12 febbraio - Cristoforo Clavio, gesuita, matematico e astronomo tedesco (n. 1538)
- 12 febbraio - Jodocus Hondt, incisore, cartografo e editore fiammingo (n. 1563)
- 17 febbraio - Ermogene, monaco cristiano, arcivescovo ortodosso e santo russo (n. 1530)
- 17 febbraio - Ernesto di Baviera, arcivescovo cattolico tedesco (n. 1554)
- 18 febbraio - Vincenzo I Gonzaga, generale e collezionista d'arte italiano (n. 1562)
- 18 febbraio - Roberto Ridolfi, nobile italiano (n. 1531)
- 22 febbraio - García Guerra, arcivescovo cattolico spagnolo

### Marzo
- 13 marzo - Beltrán de la Cueva, politico spagnolo (n. 1551)
- 26 marzo - Watanabe Hajime, militare giapponese (n. 1534)
- 29 marzo - Stephanus Zamosius, umanista, storico e numismatico ungherese (n. 1570)

### Aprile
- 5 aprile - Diana Scultori Ghisi, artista italiana (n. 1547)
- 8 aprile - Anna Caterina del Brandeburgo, sovrana danese (n. 1575)
- 13 aprile - Sasaki Kojirō, militare giapponese
- 19 aprile - Anne de Perusse d'Escars de Giury, cardinale francese (n. 1546)
- 21 aprile - Andrea Ferrara, artigiano italiano

### Maggio
- 5 maggio - Leonardo I de Tassis, nobile (n. 1522)
- 19 maggio - Gregorio Petrocchini, cardinale e vescovo cattolico italiano (n. 1536)
- 19 maggio - Barbara Sanseverino, nobile italiana (n. 1550)
- 19 maggio - Alfonso II Sanvitale, nobile italiano
- 19 maggio - Girolamo Sanvitale, nobile italiano (n. 1567)
- 19 maggio - Satake Yoshishige, militare giapponese (n. 1547)
- 19 maggio - Orazio Simonetta, nobile italiano
- 19 maggio - Pio Torelli (n. 1578)
- 24 maggio - Robert Cecil, I conte di Salisbury, nobile e politico inglese (n. 1563)

### Giugno
- 4 giugno - Baltasar Barreira, gesuita portoghese (n. 1538)
- 5 giugno - Arima Harunobu, militare giapponese (n. 1567)
- 8 giugno - Hans Leo Hassler, compositore e organista tedesco (n. 1564)
- 13 giugno - Gamō Hideyuki, militare giapponese (n. 1583)
- 13 giugno - Gaspare Pasquali, vescovo cattolico italiano (n. 1537)

### Luglio
- 16 luglio - Leonardo Donà, doge (n. 1536)
- 21 luglio - Edward Seymour, visconte Beauchamp, nobile inglese (n. 1561)
- 24 luglio - Ottavio Mirto Frangipani, arcivescovo cattolico italiano (n. 1544)

### Agosto
- 9 agosto - Filippo Luigi II di Hanau-Münzenberg, conte tedesco (n. 1576)
- 12 agosto - Giovanni Gabrieli, compositore e organista italiano (n. 1557)
- 18 agosto - Giacomo Boncompagni, duca italiano (n. 1548)
- 21 agosto - Marina Gamba,  italiana
- 22 agosto - Girolamo Porcia, vescovo cattolico italiano (n. 1559)
- 28 agosto - John Smyth, predicatore e teologo inglese

### Settembre
- 9 settembre - Nakagawa Hidenari, militare giapponese (n. 1570)
- 12 settembre - Basilio IV di Moscovia, sovrano russo (n. 1552)
- 12 settembre - Lorenzo Bianchetti, cardinale italiano (n. 1545)
- 13 settembre - Karin Månsdotter, regina svedese (n. 1550)
- 27 settembre - Piotr Skarga, teologo, scrittore e gesuita polacco (n. 1536)
- 28 settembre - Ernst Soner, filosofo e medico tedesco (n. 1572)
- 30 settembre - Federico Barocci, pittore italiano
- 30 settembre - Ercole Bottrigari, umanista e teorico musicale italiano (n. 1531)

### Ottobre
- 4 ottobre - Cesare Aretusi, pittore italiano (n. 1549)
- 7 ottobre - Battista Guarini, drammaturgo, scrittore e poeta italiano (n. 1538)
- 27 ottobre - Scipione Bargagli, letterato italiano (n. 1540)

### Novembre
- 1º novembre - Carlo di Borbone-Soissons, principe francese (n. 1566)
- 6 novembre - Enrico Federico Stuart, principe britannico (n. 1594)
- 10 novembre - Bernardino Poccetti, pittore italiano (n. 1548)
- 16 novembre - William Stafford, nobile e agente segreto inglese (n. 1554)
- 20 novembre - John Harington, inventore, poeta e scrittore inglese (n. 1561)
- 22 novembre - Tiburzio Passarotti, pittore italiano (n. 1553)
- 23 novembre - Elizabeth Jane Weston, poetessa inglese

### Dicembre
- 5 dicembre - Ottavio Acquaviva d'Aragona, cardinale e arcivescovo cattolico italiano (n. 1560)
- 5 dicembre - Giovanni Almond, presbitero inglese
- 6 dicembre - Nikolaus Leuw, politico, condottiero e agricoltore svizzero (n. 1551)
- 8 dicembre - Carlo d'Avalos, militare e politico italiano (n. 1541)
- 22 dicembre - Francesco IV Gonzaga, nobile italiano (n. 1586)

### Senza giorno specificato
- Falso Dimitri III di Russia
- Filippo Alberti, poeta italiano (n. 1548)
- Francesco Apollodoro, pittore italiano (n. 1531)
- Giovanni Bardi, letterato, militare e scrittore italiano (n. 1534)
- Giovanni Bizzelli, pittore italiano (n. 1556)
- Marsilio Cagnati, filosofo, medico e naturalista italiano (n. 1543)
- Patrizio Cajesi, pittore italiano (n. 1540)
- Francesco Cavazzoni, pittore italiano (n. 1559)
- Alexander Colyn, scultore fiammingo (n. 1527)
- Nicolas Cordier, scultore francese
- Melchiorre Crescenzi, mecenate italiano (n. 1568)
- Juan de la Cueva, poeta e drammaturgo spagnolo (n. 1543)
- Philip Galle, incisore e editore olandese (n. 1537)
- John Gerard, botanico inglese (n. 1545)
- Patrick Gray, VI Lord Gray, nobile e politico scozzese
- Gioseffo Guami, compositore, organista e cantante italiano
- Davide Imperiale, ammiraglio italiano (n. 1540)
- Itō Mancio, diplomatico giapponese (n. 1569)
- Juan de la Jaraquemada, militare spagnolo
- Orazio Lamberti, pittore italiano (n. 1552)
- Beatrice Langosco, nobildonna italiana
- Giovanni Battista Lodi da Cremona, pittore italiano (n. 1520)
- Kirsten Madsdatter
- Maeda Toshimasu, militare giapponese (n. 1543)
- Giulio Polerio, scacchista italiano (n. 1548)
- Jonas Poole, esploratore inglese (n. 1566)
- Qu Taisu, funzionario e matematico cinese (n. 1549)
- Jean Ramey, pittore fiammingo (n. 1530)
- Salvatore Ravecca, idrologo italiano (n. 1552)
- Nicolas Rémy, magistrato, storico e scrittore francese
- Rokkaku Yoshiharu, militare giapponese (n. 1545)
- Francis Stewart, V conte di Bothwell, nobile e militare scozzese
- Hans Troschel, artigiano tedesco (n. 1548)
- Usimbardo Usimbardi, religioso e vescovo cattolico italiano (n. 1552)
- George Weymouth, esploratore britannico (n. 1585)
- Girolamo da Correggio, nobile italiano

## Calendario
| Calendario 1612 | Calendario 1612 | Calendario 1612 | Calendario 1612 | Calendario 1612 | Calendario 1612 | Calendario 1612 | Calendario 1612 | Calendario 1612 | Calendario 1612 | Calendario 1612 | Calendario 1612 | Calendario 1612 | Calendario 1612 | Calendario 1612 | Calendario 1612 | Calendario 1612 | Calendario 1612 | Calendario 1612 | Calendario 1612 | Calendario 1612 | Calendario 1612 | Calendario 1612 | Calendario 1612 | Calendario 1612 | Calendario 1612 | Calendario 1612 | Calendario 1612 | Calendario 1612 | Calendario 1612 | Calendario 1612 | Calendario 1612 | Calendario 1612 |
| --------------- | --------------- | --------------- | --------------- | --------------- | --------------- | --------------- | --------------- | --------------- | --------------- | --------------- | --------------- | --------------- | --------------- | --------------- | --------------- | --------------- | --------------- | --------------- | --------------- | --------------- | --------------- | --------------- | --------------- | --------------- | --------------- | --------------- | --------------- | --------------- | --------------- | --------------- | --------------- | --------------- |
|                 | 1               | 2               | 3               | 4               | 5               | 6               | 7               | 8               | 9               | 10              | 11              | 12              | 13              | 14              | 15              | 16              | 17              | 18              | 19              | 20              | 21              | 22              | 23              | 24              | 25              | 26              | 27              | 28              | 29              | 30              | 31              |                 |
| Gennaio         | Do              | Lu              | Ma              | Me              | Gi              | Ve              | Sa              | Do              | Lu              | Ma              | Me              | Gi              | Ve              | Sa              | Do              | Lu              | Ma              | Me              | Gi              | Ve              | Sa              | Do              | Lu              | Ma              | Me              | Gi              | Ve              | Sa              | Do              | Lu              | Ma              |                 |
| Febbraio        | Me              | Gi              | Ve              | Sa              | Do              | Lu              | Ma              | Me              | Gi              | Ve              | Sa              | Do              | Lu              | Ma              | Me              | Gi              | Ve              | Sa              | Do              | Lu              | Ma              | Me              | Gi              | Ve              | Sa              | Do              | Lu              | Ma              | Me              |                 |                 |                 |
| Marzo           | Gi              | Ve              | Sa              | Do              | Lu              | Ma              | Me              | Gi              | Ve              | Sa              | Do              | Lu              | Ma              | Me              | Gi              | Ve              | Sa              | Do              | Lu              | Ma              | Me              | Gi              | Ve              | Sa              | Do              | Lu              | Ma              | Me              | Gi              | Ve              | Sa              |                 |
| Aprile          | Do              | Lu              | Ma              | Me              | Gi              | Ve              | Sa              | Do              | Lu              | Ma              | Me              | Gi              | Ve              | Sa              | Do              | Lu              | Ma              | Me              | Gi              | Ve              | Sa              | Do              | Lu              | Ma              | Me              | Gi              | Ve              | Sa              | Do              | Lu              |                 |                 |
| Maggio          | Ma              | Me              | Gi              | Ve              | Sa              | Do              | Lu              | Ma              | Me              | Gi              | Ve              | Sa              | Do              | Lu              | Ma              | Me              | Gi              | Ve              | Sa              | Do              | Lu              | Ma              | Me              | Gi              | Ve              | Sa              | Do              | Lu              | Ma              | Me              | Gi              |                 |
| Giugno          | Ve              | Sa              | Do              | Lu              | Ma              | Me              | Gi              | Ve              | Sa              | Do              | Lu              | Ma              | Me              | Gi              | Ve              | Sa              | Do              | Lu              | Ma              | Me              | Gi              | Ve              | Sa              | Do              | Lu              | Ma              | Me              | Gi              | Ve              | Sa              |                 |                 |
| Luglio          | Do              | Lu              | Ma              | Me              | Gi              | Ve              | Sa              | Do              | Lu              | Ma              | Me              | Gi              | Ve              | Sa              | Do              | Lu              | Ma              | Me              | Gi              | Ve              | Sa              | Do              | Lu              | Ma              | Me              | Gi              | Ve              | Sa              | Do              | Lu              | Ma              |                 |
| Agosto          | Me              | Gi              | Ve              | Sa              | Do              | Lu              | Ma              | Me              | Gi              | Ve              | Sa              | Do              | Lu              | Ma              | Me              | Gi              | Ve              | Sa              | Do              | Lu              | Ma              | Me              | Gi              | Ve              | Sa              | Do              | Lu              | Ma              | Me              | Gi              | Ve              |                 |
| Settembre       | Sa              | Do              | Lu              | Ma              | Me              | Gi              | Ve              | Sa              | Do              | Lu              | Ma              | Me              | Gi              | Ve              | Sa              | Do              | Lu              | Ma              | Me              | Gi              | Ve              | Sa              | Do              | Lu              | Ma              | Me              | Gi              | Ve              | Sa              | Do              |                 |                 |
| Ottobre         | Lu              | Ma              | Me              | Gi              | Ve              | Sa              | Do              | Lu              | Ma              | Me              | Gi              | Ve              | Sa              | Do              | Lu              | Ma              | Me              | Gi              | Ve              | Sa              | Do              | Lu              | Ma              | Me              | Gi              | Ve              | Sa              | Do              | Lu              | Ma              | Me              |                 |
| Novembre        | Gi              | Ve              | Sa              | Do              | Lu              | Ma              | Me              | Gi              | Ve              | Sa              | Do              | Lu              | Ma              | Me              | Gi              | Ve              | Sa              | Do              | Lu              | Ma              | Me              | Gi              | Ve              | Sa              | Do              | Lu              | Ma              | Me              | Gi              | Ve              |                 |                 |
| Dicembre        | Sa              | Do              | Lu              | Ma              | Me              | Gi              | Ve              | Sa              | Do              | Lu              | Ma              | Me              | Gi              | Ve              | Sa              | Do              | Lu              | Ma              | Me              | Gi              | Ve              | Sa              | Do              | Lu              | Ma              | Me              | Gi              | Ve              | Sa              | Do              | Lu              |                 |